# Lorena Ponce de León
Lorena Ponce de León Núñez (Montevidéu, 6 de outubro de 1976), também conhecida como Loli Ponce, é uma paisagista e desportista uruguaia. Foi primeira-dama de seu país de 2020 a 2024, quando se divorciou do presidente Lacalle Pou.

## Biografia
Nasceu em Montevidéu, como filha de mãe batllista e pai com pouca ligação à política. Ela viveu sua infância no bairro de La Blanqueada, onde viveu até os nove anos de idade, quando se mudou para Carrasco. Sua educação foi realizada no Colégio Scuola Italiana e no Colégio Alemão de Montevidéu.

### Educação
Loli se formou na Faculdade de Ciências Agrárias da Universidade da Empresa como Técnico em Florestas e estudou uma carreira em Técnica Florestal na Escola de Jardinagem Prof. Julio E. Muñoz.

## Primeira-dama do Uruguai
No final de março de 2020, lançou o Sembrando, um programa que visa apoiar empreendedores após a crise causada pela pandemia de COVID-19. Permite a consulta de especialistas e ajuda a conectar empreendedores a instituições relacionadas ao assunto de seu empreendimento. A iniciativa conta com 120 especialistas em diferentes áreas e, em seu primeiro mês de existência, recebeu mais de 2.400 consultas.

## Vida pessoal
Ela se casou com Luis Lacalle Pou em 9 de junho de 2000 na Catedral Metropolitana de Montevidéu, em uma cerimônia oficializada por Daniel Sturla. Ela é mãe de três filhos, Luis Alberto, Violeta e Manuel. No esporte, pratica hockey.